# 紅鳳梨
紅鳳梨（學名：Ananas bracteatus）是鳳梨屬下的一個種，因其獨特的紅色果實而成為了一種觀賞植物，也可以當做籬笆來種植。原産於巴西海拔450—1,050英尺（140—320）的地區。
其种加词 bracteatus 意为“具苞片的”。
紅鳳梨是一種熱帶植物，適宜溫暖氣候下種植，在較寒冷的地帶需要種在室內。其深綠色的葉子長度可達40英寸（100），在陽光照射下可呈現出紅色或粉紅色光澤，開過花後就會結出與鳳梨極為相似的果實，但是要更多產。